# 日本のサービス業の業界団体一覧
サービス関連の業界団体の一覧（サービスかんれんのぎょうかいだんたいのいちらん）を示す。
サービス業者の親睦などを目的とする団体、技術向上などを行う団体など、多岐にわたる。

## 業界団体一覧

### 清掃業
- 全国ビルメンテナンス協会
- 日本ダクリーニング協会
- ハウスクリーニング連絡協議会
- 日本ハウスクリーニング協会
- 日本ハウスクリーニング推進協議会
- 日本環境整備教育センター
- 全国環境整備事業協同組合連合会
- 地域資源循環技術センター
- 日本環境衛生センター
- 全国産業廃棄物連合会
- 日本産業廃棄物処理振興センター
- 廃棄物研究財団
- 産業廃棄物処理事業振興財団

### 調査業
- 日本探偵業連合会
- 日本興信探偵業協会
- 日本調査業協会
- 全国探偵調査士協会

### 旅行業
- 日本観光協会
- 日本旅行業協会
- 全国旅行業協会
- 日本ホテル協会
- 日本観光旅館連盟
- 国際観光旅館連盟
- 全日本ホテル連盟
- 日本民宿協会
- 国民宿舎協会
- 民営国民宿舎協議会
- 全国旅館生活衛生同業組合連合会
- 日本ホテル・レストランサービス技能協会

### 冠婚葬祭
- 全日本冠婚葬祭互助協会
- 全国冠婚葬祭互助会連盟
- 全日本冠婚葬祭互助会政治連盟
- 全日本葬祭業協同組合
- 日本トータライフ協会
- 全国葬送支援協議会
- 全国こころの会
- 全日本墓園協会
- 日本ブライダル事業振興協会
- 日本ブライダル連盟

### イベント
- 日本イベント産業振興協会
- 日本展示会協会
- 全国展示場連絡協議会
- 日本展示会主催者団体協議会
- 日本イベントプロデュース協会

### レンタル業
- 什器・備品レンタル協会
- 電気計測器レンタル事業協会
- 日本レンタルボックス協会
- 日本映像機材レンタル協会
- 日本レンタルメディア管理組合

### レジャー
- 日本公園施設業協会
- 日本リゾートクラブ協会
- 全日本遊園施設協会
- パチンコチェーンストア協会
- 日本遊技関連事業協会
- 全国興行生活衛生同業組合連合会
- 日本バーベキュー協会

### 趣味・文化
- 全国公民館連合会
- 全国子ども会連合会
- 日本陶磁協会
- 近代美術協会
- 日本剪画協会
- 日本絵手紙協会
- 日本詩吟学院岳風会
- 日本吟道学院
- 日本詩吟普及会
- 日本短歌協会
- 日本伝統俳句協会
- 全日本川柳協会
- 日本回文協会
- 日本写真文化協会
- 日本写真館協会
- 日本鷹匠協会
- 日本放鷹協会
- 日本占術協会
- 日本華道連盟
- 茶道文化振興財団
- 国際茶道文化協会
- 全日本石州流茶道協会
- 日本いけばな芸術協会
- 日本水石協会
- 日本盆栽協会
- 全日本小品盆栽協会
- 日本アマチュア演奏家協会
- 日本BGM協会
- 日本ハワイアン音楽協会
- 日本民謡協会
- 長唄協会
- 日本小唄連盟
- 日本三曲協会
- 義太夫協会
- 常磐津協会
- 新内協会
- 清元協会
- 日本クラシック音楽事業協会
- 日本アマチュアオーケストラ連盟
- 日本ブラームス協会
- 日本シベリウス協会
- 日本テレマン協会
- 日本エレクトロニクスショー協会
- 日本マーチングバンド・バトントワーリング協会
- 全日本吹奏楽連盟
- 日本楽器フェア協会
- 日本ハープ協会
- 日本ヘルマンハープ協会
- 日本ヴィオラ・ダ・ガンバ協会
- 日本チェロ協会
- 日本ウクレレ協会
- 日本インターネットコントラバス奏者協会
- 日本ギター連盟
- 日本チター協会
- 日本マンドリン連盟
- 日本琵琶楽協会
- 筑前琵琶連合会
- 日本トランペット協会
- 日本ホルン協会
- 日本サクソフォーン協会
- 日本クラリネット協会
- 日本バスクラリネット協会
- 日本フルート協会
- 日本トロンボーン協会
- 日本ユーフォニアム・テューバ協会
- 日本ファゴット（バスーン）協会
- 日本オーボエ協会
- 全日本ハーモニカ連盟
- 日本コカリナ協会
- 日本尺八連盟
- 日本尺八協会
- 日本ハンドベル連盟
- 日本アコーディオン協会
- 日本シンセサイザープログラマー協会
- 日本ディジュリドゥ協会
- 日本木琴協会
- 日本打楽器協会
- 日本カスタネット協会
- 日本フレームドラム協会
- 日本スチールドラム振興会
- 日本太鼓連盟
- 日本太鼓協会
- 日本口琴協会
- 大正琴協会
- 日本ペルー協会
- 日本クロアチア協会
- 日本ミャンマー友好協会

### 飲食店
- 外食産業総合調査研究センター
- 全国飲食業生活衛生同業組合連合会
- 全国料理業生活衛生同業組合連合会
- 全国社交飲食業生活衛生同業組合連合会
- 全国喫茶飲食生活衛生同業組合連合会
- 全国中華料理生活衛生同業組合連合会
- 全国芽生会連合会
- 日本フードサービス協会
- 日本ハンバーグ・ハンバーガー協会
- 全国焼肉協会
- 全国調理食品工業協同組合
- 集団給食協会
- 日本中国料理協会
- 日本給食サービス協会
- 日本私立学校給食協会
- 日本弁当振興協会
- 日本弁当サービス協会
- 日本弁当給食協会
- 日本メディカル給食協会
- 全国給食事業協同組合連合会
- 全日本パン協同組合連合会
- 日本麺類業団体連合会
- 全国麺類生活衛生同業組合連合会
- 全国すし商生活衛生同業組合連合会
- にっぽんお好み焼き協会
- 全国やきとり連絡協議会
- 日本外食産業名店会協同組合
- 日本デリカフーズ協同組合
- フード流通システム協同組合
- 日本フレッシュフーズ協同組合
- フレッシュフーズサプライ
- 全国鉄道構内営業中央会
- 日本炊飯協会
- 全国包装米飯協会
- 日本惣菜協会
- 全国総菜宅配協会
- 全国総菜宅配事業協同組合連合会
- エムエスデリカチーム協同組合
- 日本複合カフェ協会
- 国際観光日本レストラン協会
- 日本ソムリエ協会
- 全日本ソムリエ連盟
- 日本バーテンダー協会
- 日本パーティーオーガナイザー協会
- 日本全職業調理士協会
- 全国調理士紹介事業福祉協会
- 日本技能調理士協会
- 全日本司厨士協会
- 日本フードコーディネーター協会
- 全国サービスクリエーター協会

### 出版
- 出版科学研究所
- 出版倫理協議会
- 版元ドットコム
- 日本出版著作権協会
- 日本文藝家協会
- 日本ペンクラブ
- 日本評論家協会
- 全国出版協会
- 日本雑誌協会
- 日本雑誌広告協会
- 文字・活字文化振興法推進協議会
- 日本校正者クラブ
- ユニオン出版ネットワーク
- 読書推進運動協議会
- 日本文学協会
- 日本書籍出版協会
- 歴史書懇話会
- 全国古書籍商組合連合会
- 日本古書籍商協会
- 人文会
- 女性問題図書総目録刊行会
- 演劇図書総目録刊行会
- 法律書・経済書・経営書目録刊行会
- 人文図書目録刊行会
- 歴史図書目録刊行会
- 言語学出版社フォーラム
- 日本洋書協会
- 日本医書出版協会
- 工学書協会
- 日本理学書総目録刊行会
- 工学書目録刊行会
- 農業書協会
- 土木・建築書協会
- 家政学図書目録刊行会
- 日本公定書協会
- 自然科学書協会
- 音楽出版社協会
- 日本楽譜出版協会
- 出版文化産業振興財団
- 日本書店商業組合連合会
- 日本ブックファンド協会
- 日本電子出版協会
- 日本児童図書出版協会
- 教育図書出版会
- CBLの会
- 出版梓会
- 辞典協会
- 学習参考書協会
- 学習教材協会
- 日本編集制作協会
- 日本図書教材協会
- 教科書協会
- 大学出版部協会
- 国民出版協会
- 日本出版労働組合連合会
- オンライン出版協会
- 本の学校
- 首都圏出版人懇談会
- 出版文化国際交流会
- 日本出版インフラセンター
- 日本図書コード管理センター
- 日本・カタルーニャ友好親善協会
- 日本生活情報紙協会
- 出版健康保険組合
- アジアの本の会
- 仏教書総目録刊行会
- 日本印刷技術協会
- 日本出版学会
- 長野県出版協会
- 漫画集団
- 日本漫画家協会

### 福祉
- 日本エステティック研究財団
- 日本エステティック機構
- 日本エステティック業協会
- 全国社会福祉協議会
- 社会福祉振興・試験センター ソーシャルケアサービス従事者研究協議会
- 日本ソーシャルワーカー協会
- 全国有料老人ホーム協会
- シルバーサービス振興会
- 日本在宅介護協会
- 日本カトリック老人施設協会
- 日本盲人会連合
- 介護労働安定センター
- 全国保育団体連絡会
- 全国保育問題研究協議会
- 全国幼年教育研究協議会
- 全国障害者問題研究会
- 全国学童保育連絡協議会
- 全国福祉保育労働組合
- 全国無認可保育所連絡協議会
- 全日本民主医療機関連合会
- 日本医療労働組合連合会
- 新日本婦人の会
- 乳幼児の生活と教育研究会
- 日本自治体労働組合総連合
- 全国民間保育園経営研究懇話会
- 赤ちゃんの急死を考える会
- 日本保育協会
- 全国保育協議会
- 全国私立保育園連盟
- 全国児童養護施設協議会
- 全国乳児福祉協議会
- 全国民生委員児童委員連合会
- 全国人権擁護委員連合会
- 全国老人保健施設協議会
- 全国老人福祉施設協議会
- 全国老人デイ・ケア連絡協議会
- 全国痴呆高齢者グループホーム協議会
- 独立・中立型介護支援専門員協議会
- 全国社会就労センター協議会
- 全国身体障害者施設協議会
- 日本精神障害者社会復帰施設協会
- 全国精神障害者地域生活支援協議会
- 日本福祉用具供給協会
- 日本福祉用具・生活支援用具協議会
- 全国自立生活センター協議会
- テクノエイド協会
- アイメイト協会
- 日本精神衛生会
- 日本福祉施設士会
- 全国社会福祉施設経営者協議会
- 全国生活衛生営業指導センター
- 全国クリーニング生活衛生同業組合連合会日
- 全国クリーニング協議会
- 日本繊維製品・クリーニング協議会
- 日本理美容福祉協会
- 全国理容生活衛生同業組合連合会
- 全日本美容業生活衛生同業組合連合会
- 理容師美容師試験研修センター
- 日本弱酸性美容協会
- 全国公衆浴場業生活衛生同業組合連合会
- 全国都市清掃会議 全国浄化槽推進市町村協議会
- 全国浄化槽団体連合会
- 浄化槽設備士センター
- 浄化槽システム協会
- 日本身体障害者団体連合会
- 全日本聾唖連盟
- 全国脊髄損傷者連合会
- 日本リウマチ友の会
- 日本肢体不自由児協会
- 全日本手をつなぐ育成会
- 全国肢体不自由児･者父母の会連合会
- 全国重症心身障害児（者）を守る会
- 全国障害者とともに歩む兄弟姉妹の会
- 全国心臓病の子どもを守る会
- 日本筋ジストロフィー協会
- 日本自閉症協会
- 日本てんかん協会
- 全国心身障害児福祉財団
- 日本知的障害者福祉協会
- 日本知的障害者福祉連盟
- 全国精神障害者家族会連合会
- 全国病児保育協議会
- 日本保育園保健協議会
- 日本小児保健協会
- 長寿社会文化協会
- 保険福祉広報協会
- 日本衛生検査所協会
- 日本マタニティビクス協会
- 日本病院調理師協会
- 日本学校調理師協会
- 日本給食指導協会
- 全国調理職業訓練協会
- 日本青年団協議会
- 日本社会福祉愛犬協会
- 日本シーティング・コンサルタント協会

### スポーツ
- 日本のスポーツ関連団体一覧
- 日本の大学スポーツ競技・団体一覧

### 気象
- 日本気象協会
- 気象振興協議会

### 環境
- 日本環境アセスメント協会

### 音楽
- 日本歌謡講師会
- 日本音楽振興会
- 日本音楽家ユニオン
- ロームミュージックファンデーション
- 全国カラオケ事業者協会
- 日本カラオケスタジオ協会
- 日本音楽制作者連盟
- 音楽教育振興財団
- 日本作詞作曲家協会
- 日本作曲家協会
- 日本作編曲家協会
- 日本作詩家協会
- ミュージック・ジェイシス協議会
- 日本音楽事業者協会
- 日本音楽著作権協会
- ネットワーク音楽著作権連絡協議会
- 音楽電子事業協会
- 日本広告音楽制作者連盟
- 音楽文化創造
- 日本音楽スタジオ協会
- 全国コンサートツアー事業者協会
- 日本レコード協会
- インディペンデント・レコード協会
- 日本音声製作者連盟
- 日本音響家協会
- 日本舞台音響家協会
- 演奏家権利処理合同機構
- 日本オーディオ協会
- 琴修会
- 日本ピアノ調律師協会
- jet全日本エレクトーン指導者協会
- 全日本ピアノ指導者協会
- 全日本リコーダー教育研究会
- 全日本電子楽器教育研究会
- 日本ミキサー協会
- サウンド技術振興財団
- 日本マーチングバンド指導者協会
- 全日本高等学校ギターマンドリン音楽振興会

### 芸能
- 芸能事業者団体連合会
- 日本演芸家連合
- 日本モデルエージェンシー協会
- 日本芸能マネージメント事業者協会
- 日本芸能実演家団体協議会
- 日本芸術家認証振興協会
- 日本司会芸能協会
- 日本演劇興行協会
- 日本仮設興行協同組合
- 浅草雑芸団
- 関西演芸協会
- 関西演芸作家協会
- 東京大衆演劇劇場協会
- 大道芸文化アーティスト協会
- 大道芸支援協会
- 見世物学会
- 日本劇団協議会
- 日本俳優連合
- 日本声優事業社協議会
- 日本アニメーター演出協会

### スタッフ
- 日本舞台監督協会
- 日本照明家協会
- 劇場演出空間協会

### 各種士業
- 日本洋画商協同組合
- 日本建築家協会
- 日本図案家協会
- 日本環境測定分析協会
- 日本作業環境測定協会
- 日本労働安全衛生コンサルタント会
- 日本和装コンサルタント協会
- 臭気判定士会
- 日本技術士会
- 日本電気工事士協会
- 電気工事担任者の会
- 日本建築士会連合会
- 全日本建築士会
- 全国技能士会連合会
- 日本建築大工技能士会
- 全国寝具技能士会連合会
- 日本印章技能士会連合会
- 全国日本調理技能士会連合会
- 全国石材技能士会
- 全日本洋服技能士会連合会
- 全日本貴金属技能士会連合会
- 日本内装仕上技能士会連合会
- 日本和裁士会
- 日本マンション管理士会連合会
- 日本気象予報士会
- 日本海事代理士会
- 中小企業診断協会
- 日本計量振興協会
- 日本測量協会
- 全日本計理士会
- 全日本計理士政治連盟
- 全日本土地区画整理士会
- 日本弁護士連合会
- 日本司法書士会連合会
- 日本行政書士会連合会
- 日本土地家屋調査士会連合会
- 日本税理士会連合会
- 日本公認会計士協会
- 日本公証人連合会
- 日本不動産鑑定協会
- 全国社会保険労務士会連合会
- 日本弁理士会
- 中小企業診断協会
- 日本獣医師会
- 全日本獣医師協同組合
- 日本養豚開業獣医師協会
- 日本家畜人工授精師協会
- 日本家畜商協会
- 日本教職員組合
- 日本国公立大学高専教職員組合
- 全国私立学校教職員組合連合専修・各種学校等協議会
- 全国私立学校教職員組合連合
- 日本理療科教員連盟
- 全日本通訳案内士連盟
- 日本観光通訳協会
- 日本社会福祉士会
- 日本介護福祉士会
- 日本精神保健福祉士協会
- 日本介護支援専門員協会
- 日本臨床心理士会
- 日本産業カウンセラー協会
- 日本診療情報管理士協会
- 日本健康運動指導士協会
- 日本福祉施設士会
- 日本ボディスタイリスト協会
- 福祉住環境コーディネーター協会
- 全国保育士会
- 日本栄養士会
- 日本調理師会
- 全国理容師協会
- 全日本婚礼美容家協会
- 全日本薬種商協会
- 全日本薬種商政治連盟
- 日本医薬品登録販売者協会
- 日本医師会
- 日本歯科医師会
- 日本薬剤師会
- 日本歯科衛生士会
- 日本歯科技工士会
- 日本言語聴覚士協会
- 日本義肢装具士協会
- 日本臨床工学技士会
- 日本理学療法士協会
- 日本作業療法士協会
- 日本視能訓練士協会
- 日本臨床衛生検査技師会
- 日本放射線技師会
- 日本看護協会
- 日本助産師会
- 全日本鍼灸マッサージ師会
- 日本鍼灸師会
- 日本あん摩マッサージ指圧師会
- 日本柔道整復師会
- ジャパン柔道整復師会
- JB日本接骨師会
- 第一日本接骨師会
- 日本指圧師会
- 全日本手技療術師協会連合会
- 全国カイロプラクティック師会